# ویکتور راشنیکف
ویکتور راشنیکف (انگلیسی: Viktor Rashnikov؛ زادهٔ ۱۳ اکتبر ۱۹۴۸) سیاستمدار، سرمایه‌دار و کارآفرین اهل روسیه است، که بعنوان رئیس هیئت مدیره شرکت ام‌ام‌کی فعالیت می‌کند.